# Maltańscy posłowie do Parlamentu Europejskiego 2014–2019
Maltańscy posłowie VIII kadencji do Parlamentu Europejskiego zostali wybrani w wyborach przeprowadzonych 24 maja 2014.

## Lista posłów
Wybrani z listy Partii Pracy
- Miriam Dalli
- Marlene Mizzi
- Alfred Sant

Wybrani z listy Partii Narodowej
- David Casa
- Roberta Metsola
- Francis Zammit Dimech, poseł do PE od 24 czerwca 2017

Byli posłowie VIII kadencji do PE
- Therese Comodini Cachia (Partia Narodowa), do 23 czerwca 2017